# Ceratiomyxa porioides
Ceratiomyxa porioides is een slijmzwam uit de familie Ceratiomyxidae. Hij komt voor in groepen op rottend hout.

## Kenmerken
Ceratiomyxa porioides heeft vruchtlichamen tot 1 cm hoog. De vruchtlichamen bestaan uit koepelachtige formaties met honinggraad structuur waarop sporen zich ontwikkelen. De steel is indien zichtbaar kort.

## Verspreiding

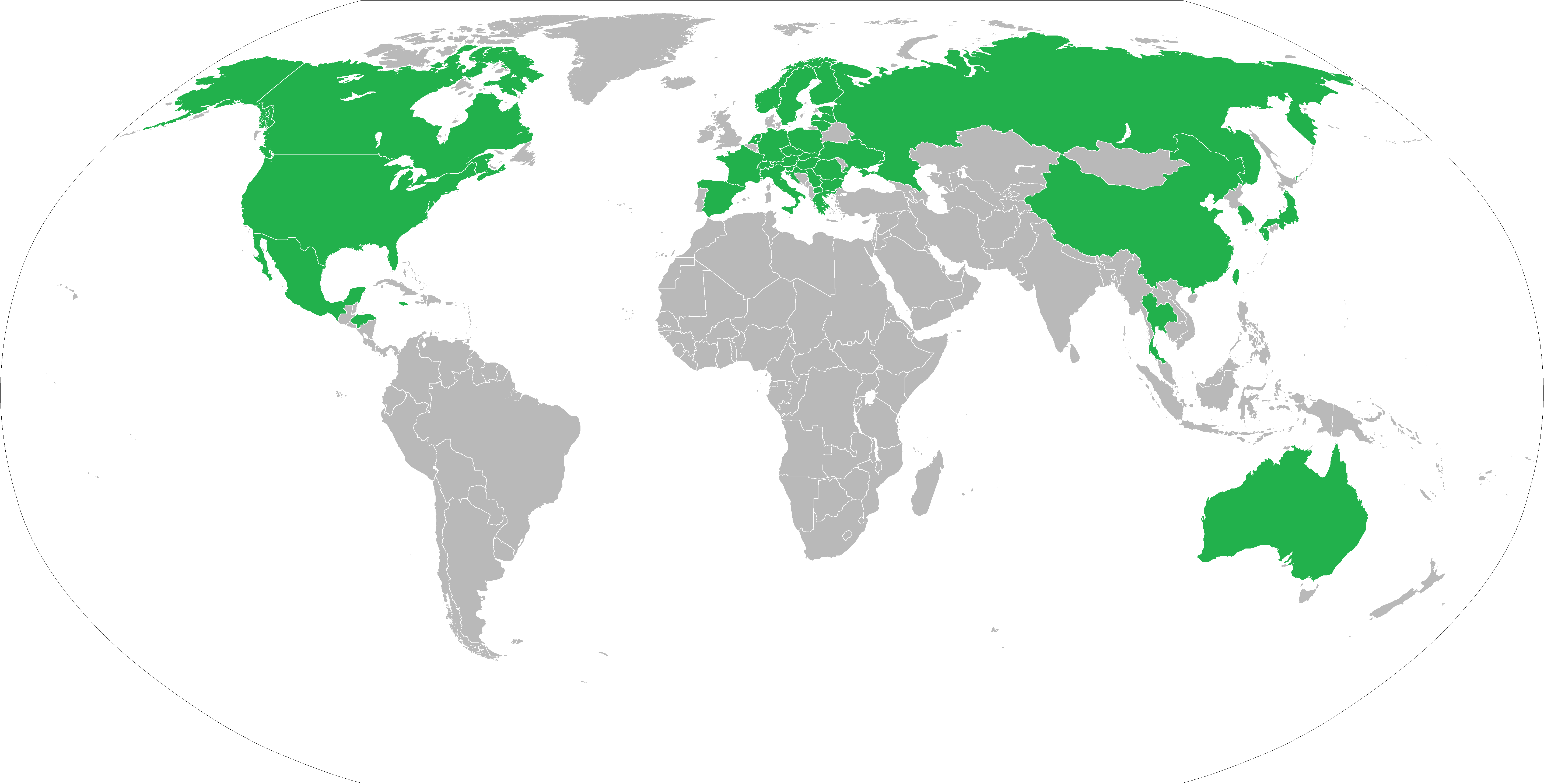
Verspreidingsgebied van Ceratiomyxa porioides

Ceratiomyxa porioides voor op het noordelijke halfrond en Australië.